# Recht auf Zugang zu sauberem Wasser
Das Recht auf Zugang zu sauberem Wasser ist am 28. Juli 2010 von der Vollversammlung der Vereinten Nationen als Menschenrecht anerkannt worden. Bolivien und 33 andere Staaten haben die Resolution 64/292 in die Vollversammlung eingebracht. Es ist allerdings rechtlich nicht bindend und auch nicht einklagbar. Jedoch hat die Verankerung des Menschenrechts auf Wasser einen hohen politischen Stellenwert. Von einigen Kommentatoren wird ein Menschenrecht auf Wasser auch aus Art. 11.1 des Internationalen Paktes über wirtschaftliche, soziale und kulturelle Rechte abgeleitet.

## Abstimmungsergebnis
122 Staaten stimmten für die Resolution, 29 Staaten waren bei der Versammlung nicht anwesend, 41 enthielten sich ihrer Stimme, darunter auch Kanada und die USA. In ihrer Begründung heißt es, dass die Resolution uneindeutig sei und es kein "internationales Recht" auf Wasser gäbe. Deutschland befürwortete die Resolution, hätte sich allerdings eine klarere Verantwortung gewünscht.

## Rechtlicher Status
Im Gegensatz zu Resolutionen des UN-Sicherheitsrates sind solche der Vollversammlung rechtlich nicht verbindlich. Der Status des "Rechts auf Zugang zu sauberem Wasser" als Bestandteil des völkerrechtlich verbindlichen Gewohnheitsrechts ist zumindest ungeklärt, es gibt kaum Hinweise auf die hierfür erforderliche consuetudo und opinio iuris. Auch die Herleitung aus Artikel 11 des Internationalen Pakts über wirtschaftliche, soziale und kulturelle Rechte ist zumindest zweifelhaft, da der Wortlaut der Bestimmung Wasser nicht erwähnt. Es sprechen daher starke Argumente dafür, das "Recht auf Zugang zu sauberem Wasser" nicht als rechtlich verbindlich anzusehen.

## Inhalt der Resolution
Die Resolution sieht vor, dass Staaten und internationale Unternehmen finanziell den Auf- und Ausbau von Wasserinfrastruktursystemen vorantreiben sollen – besonders in Ländern der Dritten Welt. Rund 884 Millionen Menschen haben keinen Zugang zu sauberem Wasser und insgesamt 2,6 Milliarden Menschen haben keinen Zugang zu sanitären Einrichtungen. In den Millennium-Entwicklungszielen der Vereinten Nationen ist vorgesehen, dass bis 2015 die Zahl der Menschen ohne Zugang zu sauberem Wasser halbiert wird. Um dieses Ziel zu erreichen, sind rund 10 Milliarden US-Dollar jährlich nötig – das entspricht weniger als der Hälfte dessen, was in Industrieländern für teures Flaschenwasser ausgegeben wird.

## Weltweite Situation
Rund 1,5 Millionen Menschen sterben jährlich an verunreinigtem Wasser. Ein Grund dafür ist der Müll, der in Entwicklungsländern nicht entsorgt wird, sondern unbehandelt in Seen und Flüssen landet. Hinzu kommen fehlende sanitäre Einrichtungen und Abfälle aus der Landwirtschaft, die ungeklärt den Wasserkreislauf verunreinigen. Wasserleitungen, Kläranlagen und Kanalisationen sind in den Ländern der Dritten Welt oft nicht vorhanden. Gibt es diese Infrastruktur, ist sie meist marode oder hält dem zunehmenden Bevölkerungswachstum nicht stand. Dennoch ist ein positiver Trend zu erkennen: 1990 waren 77 % der Weltbevölkerung an sichere Trinkwasserquellen angebunden. Zwölf Jahre später waren es bereits 83 %. In Südasien stieg die Anschlussrate von 71 auf 84 %. Im Gebiet südlich der Sahara ist der Fortschritt nicht so rasant: 49 % der Menschen hatten 1990 Zugang zu sauberem Wasser, 2002 waren es 58 % der Menschen. Gerade weil in diesen Regionen die Bevölkerung stark wächst, sind diese Zuwachsraten ein Erfolg. Im ostafrikanischen Staat Tansania stieg der Anteil der Bevölkerung mit Zugang zu sauberem Trinkwasser von 38 % auf 73 %.

## Finanzierung des Menschenrechts auf Wasser
In vielen Ländern wird das völkerrechtlich verankerte Recht auf Wasser nicht umgesetzt. In den meisten Fällen scheuen sich diese Staaten vor hohen finanziellen Verpflichtungen. Doch in erster Linie sieht die Resolution vor, Bedingungen und nationale Regelwerke für eine Wasser- und Abwasserinfrastruktur zu schaffen, das die Voraussetzung für den Zugang zu sauberem Wasser ermöglicht. Der wirtschaftliche Nutzen ist enorm: Mit jedem investierten US-Dollar in die Wasserversorgung wird ein volkswirtschaftlicher Schaden von 8 US-Dollar vermieden. Deutschland fordert eine intensive völkerrechtliche Anstrengung, um das Menschenrecht auf Wasser global umzusetzen.
Dafür müssen:
- der politische Wille eines Staates dies zu erreichen, vorhanden sein und gestärkt werden – Gesetze, Regelwerke und Rahmenbedingungen geschaffen werden.
- die jeweiligen Staaten dafür sorgen, dass die Wasserversorgung des Landes gewährleistet ist. Dabei wird die Beteiligung privater Unternehmen mit angemessenen Tarifen nicht ausgeschlossen.

Eine flächendeckende und intakte Wasser- und Abwasserinfrastruktur bringt einem Land:
- wirtschaftliche Vorteile: Wachstum und Wohlstand entwickeln sich, wenn menschliche Grundbedürfnisse erfüllt sind.[9]
- weniger Todesfälle: Jährlich sterben rund 1,5 Millionen Menschen an den Folgen von verunreinigtem Wasser
- mehr Zeit für Arbeit, Ausbildung und Kinderbetreuung. Die Weltgesundheitsorganisation rechnet mit 30 Minuten, die ein Mensch ohne Zugang zu sanitären Einrichtungen täglich aufwendet, um seine Notdurft zu verrichten. Durch den Zeitgewinn, den sanitäre Einrichtungen bewirken, würde eine sechsköpfige Familie in einer Woche 21 Stunden gewinnen. Hochgerechnet sind das 100 Milliarden US-Dollar jährlich, die erwirtschaftet werden, wenn Menschen Zugang zu sauberen Wasser haben.
- niedrigere Gesundheitskosten.[10]

In den meisten Ländern, die keinen Zugang zu sauberem Wasser haben, ist das Erreichen des internationalen Ziels kaum zu bewältigen: Es fehlt Geld und das technologische Wissen, um eine Wasserver- und Abwasserentsorgung zu errichten. Daher wollen EU, Weltbank und Internationaler Währungsfonds die Ziele der Resolution mit Hilfe der Privatwirtschaft erreichen. Mit Public Private Partnership-Modellen, Joint Ventures und Direktinvestitionen aus Industrieländern sollen Risiken minimiert und Investitionssicherheit geboten werden. Das setzt eine Privatisierung oder Teilprivatisierung bereits vorhandener öffentlicher Versorgerbetriebe voraus.

## Formen der Finanzierung
Wasser gilt politisch als "öffentliches Gut", stellt jedoch ökonomisch ein begrenztes Gut (und somit mindestens ein Allmendegut) dar. Staaten steht es offen, ob Wasser- und Abwassersysteme öffentlich bewirtschaftet werden oder von Unternehmen. Einer Studie über die Privatisierung der Wasserversorgung in Manila zufolge, ist die Wasserver- und Abwasserentsorgung in dem Land besser als vor der Privatisierung. Zu Zeiten der öffentlichen Bewirtschaftung der Wasserinfrastruktursysteme belieferte der Staat illegale Siedlungsgebiete nicht mit Wasser. Mit der privaten Bewirtschaftung durch Ondeo/Suez Lyonnaise des Eaux fiel diese Unterscheidung weg: das nichtstaatliche Unternehmen vorsorgt auch die illegalen Siedlungsgebiete. Innerhalb der ersten fünf Jahre wurden 1 Million Menschen mit Wasseranschlüssen versorgt. Positive Effekte: Das Menschenrecht auf Zugang zu sauberem Wasser wird in die Tat umgesetzt. Außerdem fallen mit jedem neuen Wasseranschluss die Wasserpreise. Menschen müssen kein überteuertes Wasser bei einem Händler kaufen, die Korruption wird eingedämmt. Obwohl viele Menschen so Zugang zu sauberem Wasser bekommen, ist es über einen langen Zeitraum nicht gelungen, die hohe Wasseranschlussrate an das rasante Bevölkerungswachstum zu koppeln. Ebenso zeigt die Studie, dass die Zielvorgaben bei der Abwassersituation bis auf einige Pilotprojekte nicht erfüllt wurden.
Das Bevölkerungswachstum in Bangladeschs Hauptstadt Dhaka steigt überproportional schnell. Die Region um Dhaka ist besonders von Umweltverschmutzungen und einer unzureichenden Wasserversorgung betroffen. Hinzu kommt, dass das Grundwasser des Landes aus geologischen Gründen mit Arsen vergiftet ist und das Leben von rund 35 Millionen Menschen gefährdet. Daher ist Wasser in Bangladesch ein besonders kostbares Gut: Ein Liter kostet dort rund 15 Eurocent. Um eine vierköpfige Familie mit Wasser zu versorgen, sind rund 150 Taka notwendig. Das durchschnittliche Tageseinkommen eines Bengali liegt bei rund 200 Taka (ca. 1,80 Euro). Die Grameen Bank und der französische Umweltdienstleister Veolia haben dort ein Social-Business-Projekt gestartet: Ziel ist es, eine Stadt mit 25.000 Einwohnern Zugang zu sauberem Wasser zu ermöglichen. In einer Wasseraufbereitungsanlage wird verdrecktes Flusswasser in sauberes Trinkwasser verwandelt. Zehn Liter Wasser verkauft Veolia für 1 Taka (ca. 1 Eurocent). Die Anlage kann bis zu 10.000 Liter Wasser in einer Stunde produzieren. Beide Unternehmen betreiben das Projekt kostendeckend, weder Profit noch Kosten sollen dadurch entstehen.
Nachteile bei einer staatlich gelenkten Bewirtschaftung der Wasserinfrastruktur sind mangelnde Kostendeckung, wenig Flexibilität, kein Wettbewerb und keine Kontrollstrukturen, die Korruption verhindern. Hinzu kommt, dass staatliche Strukturen ineffizienter arbeiten und unzureichende Kenntnisse von Betriebs- und Finanzwirtschaft aufweisen.
Die Erfahrung zeigt allerdings, dass gerade Korruption durch Privatisierung nicht beseitigt werden kann. Im Gegenteil ist für einige Fälle gut belegt, dass die Privatisierung der Wasserinfrastruktur oder deren Betrieb nur durch Korruption meist kommunaler Amtsträger zustande kam (zum Beispiel für die Stadt Grenoble). Auch das Argument, die private Versorgung wäre effizienter, trifft nur in Sonderfällen, zum Beispiel bei eklatanter Misswirtschaft der öffentlichen Hand, eventuell zu. Normalerweise kommen beim privaten Betreiber zu den Kosten des reinen Betriebs der öffentlichen Einrichtung die zu erzielenden Gewinne und eventuell Finanzierungskosten für den Ankauf der Einrichtung oder den Einstieg als Betreiber hinzu. Water Makes Money zeigt dies auf eindrucksvolle Weise. Mittlerweile haben mehrere Vorzeigestädte die Privatisierung zum Teil aus Kostengründen wieder rückgängig gemacht. Dazu gehören Paris, Berlin und eben Grenoble. Siehe dazu auch das Buch Remunicipalisation von Corporate Europe Observatory (CEO), März 2012, abrufbar im Internet.

## Pflichten staatlicher und nichtstaatlicher Akteure
Um das Menschenrecht auf Wasser umzusetzen, müssen sowohl die verantwortlichen Staaten als auch nichtstaatliche Akteure bestimmte Grundsätze beachten.
- Staaten sollen das Menschenrecht auf Wasser erfüllen, achten und schützen.
- Staaten sollen das Menschenrecht auf Wasser in anderen Ländern achten und die Pflichterfüllung derer nicht beeinflussen.
- Mit internationalen Kooperationen sollen andere Länder bei der Umsetzung des Menschenrechts auf Wasser unterstützt werden.
- Ebenso sollen nichtstaatliche Unternehmen, Privatpersonen und internationale Organisationen das Menschenrecht auf Wasser achten und dazu beitragen, es im Rahmen ihrer Möglichkeiten umzusetzen.

Ein Staat verletzt das Menschenrecht auf Wasser, wenn er die zur Verfügung stehenden Ressourcen nicht einsetzt, um eine Wasser-Grundversorgung und sanitäre Einrichtungen zu gewährleisten. Die Wasserinfrastruktursysteme müssen ein nachhaltiges und faires Tarifsystem bieten. Ein Staat darf jedoch keine Bemühungen von Individuen, Gruppen, Unternehmen oder anderen nichtstaatlicher Akteure verbieten.